# Orkiestra Reprezentacyjna Marynarki Wojennej Rzeczypospolitej Polskiej

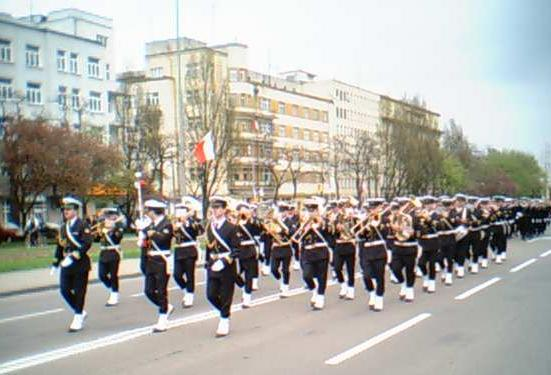
Ugrupowanie marszowe

Orkiestra Reprezentacyjna Marynarki Wojennej Rzeczypospolitej Polskiej (ORMW) – orkiestra wojskowa; obok Kompanii Reprezentacyjnej główny pododdział reprezentacyjny polskiej Marynarki Wojennej.
Orkiestrę Marynarki Wojennej sformowano w 1920 w Pucku, który był wówczas główną bazą polskiej floty wojennej. W 1925 została, podobnie jak większość jednostek Marynarki Wojennej, przeniesiona do Gdyni, gdzie stacjonuje do dzisiaj. Jedynym okresem, kiedy zawiesiła działalność były lata II wojny światowej. W 1982, jako integralna część Orkiestry Reprezentacyjnej, powstał Big Band. Obecnie stacjonuje w Porcie Wojennym Gdynia-Oksywie.
Orkiestra jest przeznaczona do zapewnienia oprawy muzycznej uroczystościom wojskowym i państwowym z udziałem kierowniczych władz Marynarki Wojennej. Często bierze udział w różnych wydarzeniach kulturalnych. Znana jest głównie na Wybrzeżu, ale koncertowała także m.in. w Krakowie, Warszawie, Sztokholmie, Edynburgu, Calais, Karlskronie, Sankt Petersburgu, Narwiku, Oslo, Stuttgarcie, Hamburgu, Watykanie i Kilonii.

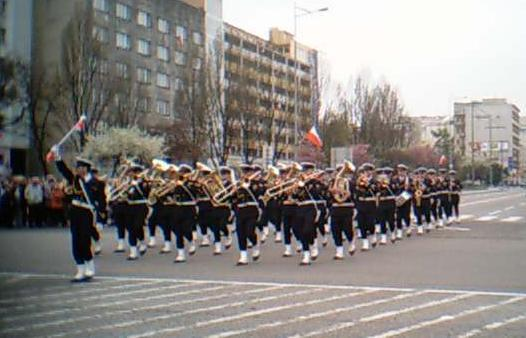
Pokaz musztry paradnej

W całej swojej historii zagrała blisko 4,5 tys. koncertów dla 4 milionów widzów. Łącznie przebyła 75 tysięcy mil morskich na pokładach okrętów oraz 850 tysięcy kilometrów drogą lądową.
Jej repertuar zawiera wiele utworów, głównie o tematyce morskiej i wojskowej. W swoim dorobku posiada płytę analogową Bałtyckie spotkania (1985), kasetę Bal u Neptuna (1992) i trzy płyty kompaktowe: Orkiestra Reprezentacyjna Marynarki Wojennej (1993), Dłonie na sterze (1996) oraz I póki kropla jest w Bałtyku (1998).
W skład Orkiestry Reprezentacyjnej MW wchodzi: Dowódca - Kapelmistrz, Zastępca Dowódcy - Kapelmistrz, Asystent Dowódcy oraz instrumenty: 3 flety, 7 klarnetów, fagot, 4 saksofony, 4 waltornie, 4 trąbki, 5 puzonów, 4 instrumenty perkusyjne, 5 kornetów, 4 sakshorny i 5 tub. 
Dowódcą - Kapelmistrzem jest kmdr ppor. Grzegorz Rudnik, zastępcą Dowódcy - Kapelmistrzem ppor. Piotr Cupryś, Asystentem Dowódcy st. chor. szt. Zygmunt Zegarlicki a tamburmajorowie to: st. chor. szt. Zygmunt Zegarlicki, st. chor. Mariusz Kleisa, bsmt Jakub Musik.

Insygnia
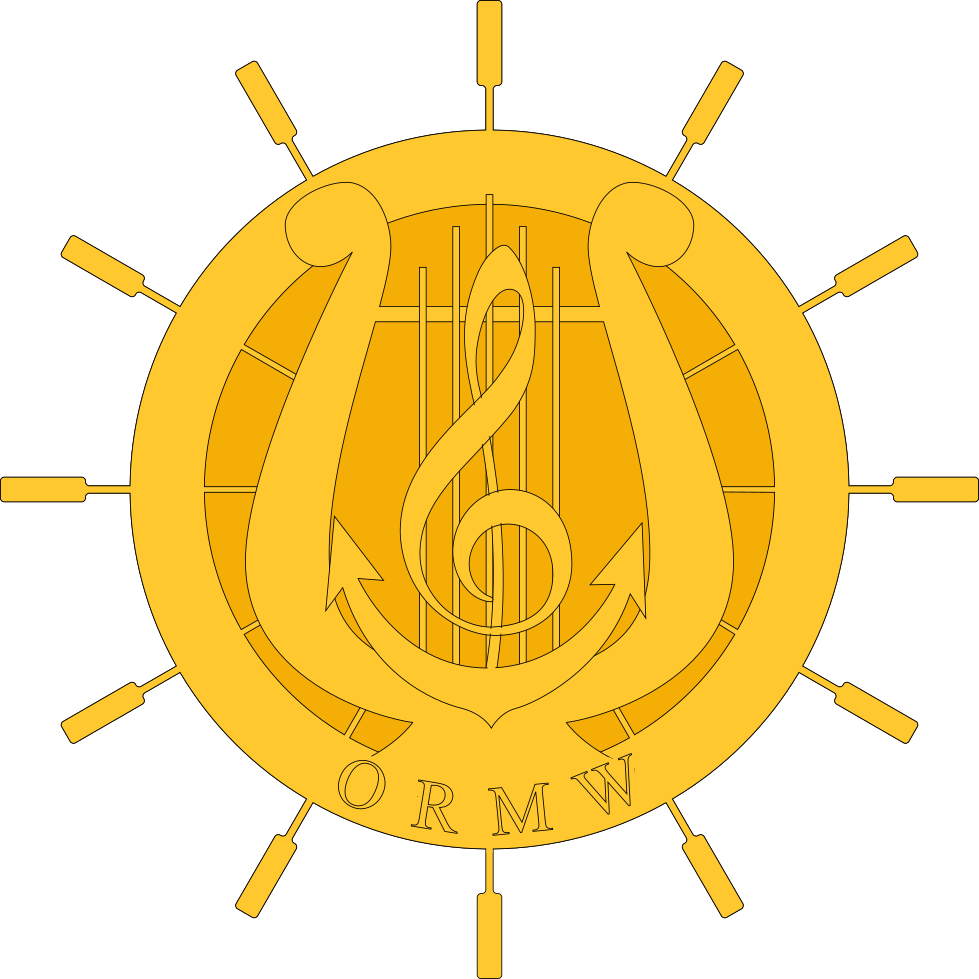
Odznaka pamiątkowa
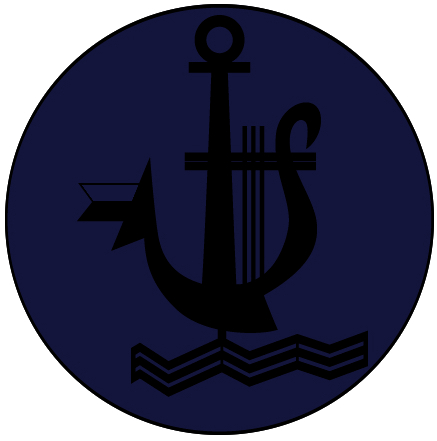
Oznaka rozpoznawcza (2017-2018)
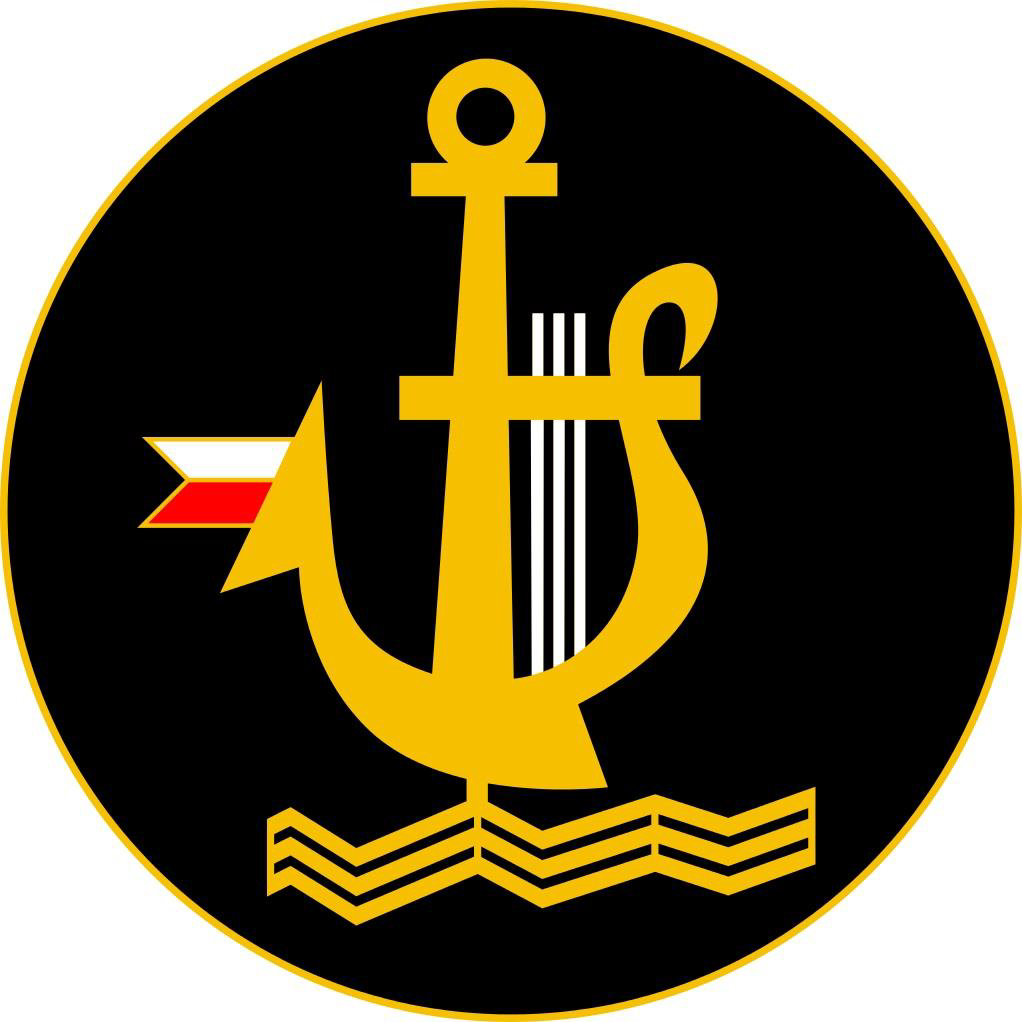
Oznaka rozpoznawcza (od 2018)